# اوام‌ز
OMZ یا گروه اورال‌مَش ایژورا، (روسی: Объединенные машиностроительные заводы) (اختصاری OMЗ) یک شرکت بزرگ بین‌المللی صنایع سنگین مستقر در روسیه است. OMZ دامنه گسترده‌ای از تجهیزات و خودروهای جنگ‌افزاری، ماشین‌آلات و تجهیزات صنایع فولاد، ماشین‌آلات و تجهیزات سفارشی و صنعتی برای نیروگاه‌های هسته‌ای، صنایع نفت‌وگاز، پالایشگاه‌ها، مجتمع‌های پتروشیمی، معادن، صنایع معدنی و صنایع عمومی را تولید می‌کند. به‌طور ویژه OMZ تولیدکننده مخازن تحت‌فشار رآکتور برای نوع رآکتور انرژی آبی-آبی از انواع رآکتورهای هسته‌ای و تولیدکننده شاول‌های قدرتی معادن است.
این شرکت چندسال پس از فروپاشی شوروی و در سال ۱۹۹۶، از ادغام چندین کارخانه و شرکت در حوزه ماشین‌سازی که در جمهوری روسیه شوروی سابق قرار داشتند؛ بنیان‌گذاری شد.